# Iván Dvorni
Iván Vasílievich Dvorni (en ruso: Иван Васильевич Дворный) (Leningrado, Rusia, 5 de enero de 1952-Omsk, Rusia, 21 de septiembre de 2015) fue un jugador de baloncesto de la URSS.

## Carrera deportiva
Con 2,07 metros (6 pies y 9 pulgadas) de estatura, jugaba en la posición de pívot. Consiguió con la Unión Soviética la polémica medalla de oro en los Juegos Olímpicos de Múnich 1972, la primera vez que una selección no norteamericana ganaba el máximo galardón olímpico en el baloncesto, deporte inventado en Estados Unidos. Dvorni murió el 21 de septiembre de 2015 en Omsk por un cáncer de pulmón.